# ヴァスト・オブ・ナイト
『ヴァスト・オブ・ナイト』（英語: The Vast of Night）は、1950年代のアメリカ・ニューメキシコ州の架空の町カユガを舞台に、UFOと見られる奇妙な現象を追う若者たちの一夜を描いた2019年の低予算SF映画である。ケックスバーグUFO事件やフォス湖の失踪事件に着想を得ており、1950年代のラジオドラマやテレビ番組風の演出を特徴としている。
アンドリュー・パターソンにとって本作は長編・短編を通して監督デビュー作であり、その独創性と完成度の高さから批評家の注目を集めた。撮影技法や演出、音響効果、会話劇としての構造において非常に高く評価されている。
2021年、スティーヴン・ジェイ・シュナイダーの『死ぬまでに観たい映画1001本』に掲載された。

## ストーリー
1950年代、ニューメキシコ州カユガ。高校のバスケットボールの試合が行われている夜、10代の地元のラジオDJであるエヴェレット・スローンは、友人で電話交換手のフェイ・クロッカーと共に機材のチェックをしながら、それぞれの仕事に向かう。
フェイが電話交換の業務中に奇妙な音声信号を受信する。それは風のような音で、電話回線にも混入していた。フェイはエヴェレットに連絡し、彼はその音をラジオで流してリスナーに情報提供を呼びかける。
やがて、退役軍人のビリーという男が電話をかけてくる。彼は過去に軍の極秘任務に関与しており、砂漠の地下に巨大な未知の物体を収容する施設を建設した経験を語る。ビリーは、この信号が当時聞いたものと同じであり、それが「通信」だと考えていると語る。電話はしばらく途切れるが、ビリーは折り返し電話をかけ、この任務に従事していたのは主に黒人やメキシコ系の兵士で、秘密保持のために「信頼されにくい」人種が選ばれたと暴露する。
フェイとエヴェレットは、地元の図書館に保管されていたテープの中に信号の録音を見つけ、それを再度放送しようとするが、ラジオ局の電源が落ちてしまう。2人は町中の証言を集めながら、ついに老女メイベルの家を訪ねる。メイベルは謎の言語を口にしながら、宇宙人による人間の「選別」や誘拐について語り、自分の失踪した息子もその被害者だと主張する。
エヴェレットとフェイは彼女の話を記録しながらも半信半疑で家を去り、赤ん坊の妹マディを連れて町の外れへと逃げる。途中、謎のトランス状態に陥る夫婦と遭遇し、異常事態の深刻さを確信した2人は、ついに森の中で巨大な飛行物体とその母船を目撃する。
その後、町ではバスケットボールの試合が終わり、人々が帰路につくが、エヴェレット、フェイ、マディの姿は消えていた。森の中には彼らの足跡とテープレコーダーだけが残されていた。

## キャスト
- フェイ・クロッカー：シエラ・マコーミック
- エヴェレット・スローン役：ジェイク・ホロウィッツ
- メイベル・ブランシュ役：ゲイル・クロナウアー
- ビリー：ブルース・デイヴィス
- ベニー：グレッグ・ペイトン
- ジェラルド：マーク・バニック

## タイトル
映画のタイトル「The Vast of Night（夜の広がり）」は、ウィリアム・シェイクスピアの『テンペスト』第1幕第2場の一節に由来する。
"For this, be sure, tonight thou shalt have cramps
Side-stitches that shall pen thy breath up. Urchins
Shall, for that vast of night that they may work,
All exercise on thee ...."
（今夜はきっと、お前は腹痛に襲われるだろう。域が詰まるほどの脇腹の痛みだ。悪童どもは、その夜の広大な闇の中で、自由に働くことができるだろう...）
この引用は、物語全体を包む不可視の闇、つまり“目に見えない力”や“真実”を象徴しているとされる。

## 製作
アンドリュー・パターソンは、10年間抱いていた「1950年代の白黒映画。ニューメキシコ、UFOの着陸」というシンプルなアイデアから本作を着想した。脚本をクレイグ・W・サンガーと共同執筆し、WGA（全米脚本家組合）にはジェームズ・モンタギューという偽名で登録した。また、パターソンは自身の商業制作会社での収益を用いて、約70万ドルの予算で映画を自己資金で製作した。
撮影は2016年秋にテキサス州ホイットニーで3～4週間かけて行われ、1950年代の雰囲気を再現するため、2万ドルをかけてバスケットボールコートの3ポイントラインを削除するなどの工夫が施された。
本作は、1950年代のテレビ番組『トワイライト・ゾーン』を模した架空の番組「パラドックス・シアター」の一エピソードとして物語が進行するというユニークな構成を採用している。
撮影監督のM・I・リッティン＝メンツは、詩的な映像表現を重視し、技術的な側面よりも物語の感情や感覚を伝えることに注力した。限られた予算の中で創造的な手法を用い、夜間の撮影では人工の月明かりを作り出すなどの工夫を凝らした。また、映画中盤には、ゴーカートにカメラを固定し、わずか10cmの高さで時速約60㎞で街の通りを駆け抜け、バスケットボールの試合会場を通過し、観客席を駆け上がるという長回しのシーンがあり、視覚的なインパクトを与えている。パターソンは1年かけて編集を行った。

## 評価
本作は批評家から絶賛されている。映画批評集積サイトRotten Tomatoesでは、246件のレビューに基づき、支持率92%、平均評価7.8/10を記録している。サイトの批評家コンセンサスは「時代設定を超越した魅力的なSFスリラーであり、『ザ・ヴァスト・オブ・ナイト』は、新人監督アンドリュー・パターソンの将来性を強く示している。」となっている。Metacriticでは、35人の批評家によるレビューに基づき、加重平均スコア84/100点を獲得しており、「普遍的称賛」とされている。
『ローリング・ストーン』誌のデヴィッド・フィアは、「これはアンドリュー・パターソン監督の巧妙なデビュー作だ」と評価した。『A.V.クラブ』のケイティ・ライフは、「この作品は不気味でありながら惹きつけられる。銀河規模のスケールを持ちながらも、親密でキャラクター主導の映画に仕上がっている」と述べた。『フィルム・コメント』のエイミー・トーピンは、本作を「映画制作における先見的知性の発露」と絶賛し、リチャード・ケリーやクリストファー・ノーランといった監督たちの初監督作品と比較した。『Film School Rejects』のメグ・シールズは、「音響デザインは逃れられないほど重要なものであり、M.I. リッティン＝メンズのカメラワークはまさに驚異的」と絶賛した。

『バラエティ』のエイミー・ニコルソンは、本作を「魅力的で創意に富んだ映画」と表現し、特に中盤の長回しショットを次のように評価した：
「中盤、パターソンは観客を驚かせる。カメラが静かな通りを半マイルにわたり疾走し、駐車場を横切り、進行中のバスケットボールの試合を突き抜け、満員の観客席を駆け上がり、ついには窓から飛び出すのだ。これは実に効果的な“派手な演出”であり、この若きオクラホマ出身の監督が、本作の20倍の予算の映画に抜擢されても不思議ではない。だが、それ以上に印象的なのは、その野心と、限られた予算を魔法に変える制作陣の創造力である。」
『IndieWire』のライアン・ラタンジオは、「ホロウィッツとマコーミックの演技がなければ成立しなかった作品であり、すでにこの2人のパフォーマンスはアイコニックな域にある」と語った。『フォーブス』のクリストファー・オアは、「パターソンの若き主演俳優たち、マコーミックとホロウィッツはどちらも卓越している。マコーミックは勇敢で誠実な“良い子”像を鮮やかに描き出し、ホロウィッツは、若きクリスチャン・スレイターを想起させるような魅力と“半クール、半ナード”の語り口で観る者を惹きつける」と評価した。
同じく『フォーブス』のジョシュ・ワイスは、「『ヴァスト・オブ・ナイト』は、その野心の大きさゆえに潰れてしまってもおかしくなかった。だが、主演二人の爆発的な演技力がそれを支えている。ホロウィッツは、この作品が初主演であるにもかかわらず、まさに驚きの存在だ。常に口にタバコを咥えているエヴェレットというキャラクターを、圧倒的なカリスマと、『アメリカン・グラフィティ』のジョン・ミルナーや、『バッド・チューニング』のデヴィッド・ウッダースンを彷彿とさせる独特の“クールさ”で鮮やかに演じ切っている」と述べた。

『Paste』誌のジェイコブ・オラーは、シエラ・マコーミックの演技を「年間10大ブレイクアウト演技」の1つに選出し、特に以下のシーンを絶賛した：
「マコーミックが10分間にわたり一人でスイッチボードを操作しながら、町で何が起きているのかを探る場面。ワンカットで撮影されたこの場面では、彼女一人が完全に物語を背負っており、まるで五輪レベルの演技力で、不安の高まりを絶妙なテンポで演じきった。」

## 受賞
本作は以下の賞に受賞・ノミネートを果たした。
| 賞                                         | 部門                           | 対象                       | 結果       |
| ------------------------------------------ | ------------------------------ | -------------------------- | ---------- |
| インディペンデント・スピリット賞           | 第一回脚本賞                   | アンドリュー・パターソン   | ノミネート |
| ゴッサム賞                                 | ブレイクスルー監督賞           | アンドリュー・パターソン   | 受賞       |
| ゴッサム賞                                 | 脚本賞                         | アンドリュー・パターソン   | ノミネート |
| ゴッサム賞                                 | 観客賞                         | アンドリュー・パターソン   | ノミネート |
| シカゴ映画批評家協会賞                     | 撮影賞                         | M・I・リッティン・メンズ   | ノミネート |
| シカゴ映画批評家協会賞                     | 有望映画製作者賞               | アンドリュー・パターソン   | ノミネート |
| カンザスシティ映画批評家協会賞             | 撮影賞                         | M・I・リッティン・メンズ   | 受賞       |
| カンザスシティ映画批評家協会賞             | SF・ファンタジー・ホラー映画賞 | 『ヴァスト・オブ・ナイト』 | ノミネート |
| セントルイス映画批評家協会賞               | ホラー映画賞                   | 『ヴァスト・オブ・ナイト』 | ノミネート |
| デンバー映画批評家協会賞                   | SF/ホラー映画賞                | 『ヴァスト・オブ・ナイト』 | ノミネート |
| オクラホマ映画批評家協会賞                 | 第一回作品賞                   | アンドリュー・パターソン   | 受賞       |
| オクラホマ映画批評家協会賞                 | トップ10映画                   | 『ヴァスト・オブ・ナイト』 | ノミネート |
| フェニックス映画批評家協会賞               | SF映画賞                       | 『ヴァスト・オブ・ナイト』 | ノミネート |
| フィラデルフィア映画批評家協会賞           | デビュー監督賞                 | アンドリュー・パターソン   | ノミネート |
| クリティック・チョイス・スーパー・アワード | SF/ファンタジー映画賞          | 『ヴァスト・オブ・ナイト』 | ノミネート |
| クリティック・チョイス・スーパー・アワード | SF/ファンタジー映画主演女優賞  | シエラ・マコーミック       | ノミネート |
| クリティック・チョイス・スーパー・アワード | SF/ファンタジー映画主演男優賞  | ジャスティン・ホロウィッツ | ノミネート |
| スラムダンス映画祭                         | 審査員グランプリ               | アンドリュー・パターソン   | ノミネート |
| スラムダンス映画祭                         | 観客賞                         | アンドリュー・パターソン   | 受賞       |